# اس‌تی‌اس-۴۰
اس‌تی‌اس-۴۰ (انگلیسی: STS-40) یکی از ماموریت‌های برنامه شاتل‌های فضایی بود که در تاریخ ۵ ژوئن ۱۹۹۱ از پایگاه فضایی کندی به فضا پرتاب شد. این مأموریت ۹ روزه توسط شاتل کلمبیا انجام گرفت و هدف اصلی آن ارسال آزمایشگاه فضایی جهت انجام برخی تحقیقات فضایی در مدار زمین بود.